# Ricardo Eichmann
Ricardo Eichmann, rodným jménem Ricardo Francisco Eichmann (* 1. listopadu 1955 Buenos Aires) je německý archeolog argentinského původu. V letech 1995–1996 byl profesorem blízkovýchodní archeologie na Univerzitě Tübingen a v letech 1996–2020 byl ředitelem orientálního oddělení Německého archeologického institutu.

## Mládí
Ricardo Francisco Eichmann se narodil 1. listopadu 1955 v Buenos Aires. Je nejmladším synem Adolfa Eichmanna a Veroniky Eichmannové (rozené Lieblové). Má tři starší bratry. Eichmannovi bylo pět let, když byl jeho otec zajat a převezen Mosadem z Argentiny do Izraele. O historii svého otce se dozvěděl z knih. Odmítl nacistickou ideologii svého otce a uznal, že jeho poprava byla oprávněná.
Od roku 1977 studoval prehistorii a protohistorii, klasickou archeologii a egyptologii na Univerzitě Heidelberg. Jeho disertační práce z roku 1984 nesla název Aspekte prähistorischer Grundrissgestaltung in Vorderasien.

## Akademická kariéra
V letech 1984–1994 pracoval nejprve jako vědecký konzultant a později jako výzkumný asistent na bagdádském oddělení Německého archeologického institutu. V letech 1995–1996 pak krátce působil jako profesor blízkovýchodní archeologie na Univerzitě Tübingen. Od roku 1996 až do svého odchodu do důchodu v listopadu 2020 působil jako první ředitel orientálního oddělení Německého archeologického institutu.
Mezi jeho výzkumné zájmy patří hudební archeologie na Blízkém východě a v Egyptě.

## Osobní život
V roce 1995 se setkal se Cvim Aharonim, agentem Mosadu, který měl hlavní zásluhu na dopadení jeho otce. Většinu žádostí o rozhovor odmítá. Má dva syny.

## Dílo
- EICHMANN, Ricardo; SCHAUDIG, Hanspeter; HAUSLEITER, Arnulf. Archaeology and epigraphy at Tayma (Saudi Arabia). S. 163–176. Arabian Archaeology and Epigraphy [online]. 2006-12-08 [cit. 2023-08-01]. S. 163–176. Dostupné online. ISSN 0905-7196. doi:10.1111/j.1600-0471.2006.00269.x.
- EICHMANN, Ricardo. Uruk: Architektur. Von den Anfängen bis zur frühdynastischen Zeit. [s.l.]: Verlag Marie Leidorf, 2007. ISBN 978-3-89646-036-3. (německy)
- EICHMANN, Ricardo; KOCH, Lars-Christian, et al. Musikarchäologie: Klänge der Vergangenheit. [s.l.]: Theiss, 2007. ISBN 978-3-8062-3007-9. (německy)